# Сеголен Роајал
Мари Сеголен Роајал (фр. Marie Ségolène Royal; рођена 22. септембра 1953. у Уакаму, Дакар, Сенегал) је француска политичарка. Председница је региона Поату-Шарант, посланица Народне скупштине Француске и функционерка Социјалистичке партије. 16. новембра 2006, Социјалистичка партија ју је номиновала за кандидата на председничким изборима 2007.